# Gomphrena rupestris
Gomphrena rupestris là loài thực vật có hoa thuộc họ Dền. Loài này được Nees mô tả khoa học đầu tiên năm 1821.